# Vlag van Basel-Stadt

Vlag van Basel-Stadt

De vlag van Basel-Stadt, een kanton in Zwitserland, is vierkant en toont een zwarte bisschopsstaf op een wit veld. Het is de vlag van zowel de stad Bazel als van het kanton Basel-Stadt. Het kanton is een halfkanton. De oudste bekende weergave van de bisschopsstaf als symbool van het kanton Bazel, met Basel-Landschaft, bevindt zich op munten uit de 11e eeuw. De vorm van de staf die tegenwoordig nog wordt gebruikt, is sinds de 13e eeuw in gebruik. Basel-Landschaft scheidde zich in 1833 af en nam een eigen vlag aan met een rode kromstaf in spiegelbeeld.